# União das Freguesias de Semide e Rio Vide
União das Freguesias de Semide e Rio Vide, kurz Semide e Rio Vide, ist eine Gemeinde (Freguesia) im portugiesischen Kreis (Concelho) von Miranda do Corvo. Auf einer Fläche von 37,3 km² leben hier 3676 Menschen (Zahlen nach Stand 2011).
Die Gemeinde entstand im Zuge der administrativen Neuordnung in Portugal am 29. September 2013 durch Zusammenlegung der aufgelösten Gemeinden Semide und Rio Vide. Sitz der neuen Gemeinde wurde Semide.